# Kozłowice (przystanek kolejowy)
Kozłowice – nieczynny przystanek osobowy w miejscowości Kozłowice, w województwie opolskim, w powiecie oleskim, w gminie Gorzów Śląski, w Polsce.